# 2267 Agassiz
A 2267 Agassiz (ideiglenes jelöléssel 1977 RF) a Naprendszer kisbolygóövében található aszteroida. Harvard Obszervatórium fedezte fel 1977. szeptember 9-én.